# Livre de Mormon
Pour l’article homonyme, voir The Book of Mormon.
Le Livre de Mormon, sous-titré Un autre témoignage de Jésus-Christ, est l'un des ouvrages canoniques de l'Église de Jésus-Christ des saints des derniers jours, ainsi que d'autres mouvements issus du mormonisme. Il tire son nom de Mormon, l'un des derniers personnages du Livre de Mormon, qui, selon le document, aurait vécu de 311 à 385 apr. J.-C. sur le continent américain. 
Joseph Smith affirme avoir reçu, le 21 septembre 1823, la visite de l'ange Moroni qui lui aurait révélé l'endroit où, sur la colline de Cumorah, dans l'État de New York, se trouvait cachée la compilation religieuse et historique de Mormon, prophète ancien. Cette compilation, gravée sur des plaques d'or, retracerait plus de mille ans d'histoire (600 av. J.-C. à 420 apr. J.-C.) d'une civilisation ayant habité l'Amérique ancienne. Le récit décrit la croyance de ces gens en la venue d'un Messie, Fils de Dieu, pour expier tous les péchés du monde et la visite de Jésus-Christ à ce peuple après sa résurrection. La traduction en anglais qu'en aurait faite Joseph Smith est intitulée The Book of Mormon et fut publiée pour la première fois en 1830. La première traduction en français du Livre de Mormon a été publiée en janvier 1852 par Louis Bertrand. 
Scientifiques et critiques ne voient pas d'aspect surnaturel au récit de Joseph Smith et estiment que rien n'empêche celui-ci d'avoir rédigé ce livre lui-même, seul ou avec l’aide d’associés plus instruits, en se servant par exemple d’autres ouvrages. Des éléments du récit considérés comme anachroniques, ainsi que l'absence de preuves ou de cohérence avec les données historiques et archéologiques, les amènent à rejeter l'historicité de l'ouvrage. Quelques universitaires mormons se consacrent à des recherches scientifiques autour du Livre de Mormon et ont rédigé plusieurs articles défendant une authenticité scientifique et historique de l'ouvrage, et cela dans plusieurs disciplines.
En 2008, la publication du Livre de Mormon avait atteint 140 millions d'exemplaires, et il avait été traduit dans 107 langues.

## Contenu duLivre de Mormon
Le Livre de Mormon se présente comme un volume d'Écritures saintes complémentaire à la Bible, retraçant l'histoire d'anciens habitants de l'Amérique et de leurs alliances avec Jésus-Christ. Les paroles et récits de leurs prophètes et dirigeants religieux auraient été compilés et abrégés par le dernier d'entre eux, un prophète et historien du nom de Mormon.

### Résumé

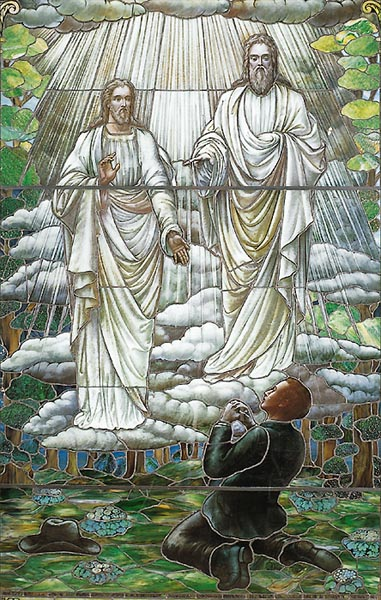
Vitrail représentant la première vision de Joseph Smith.

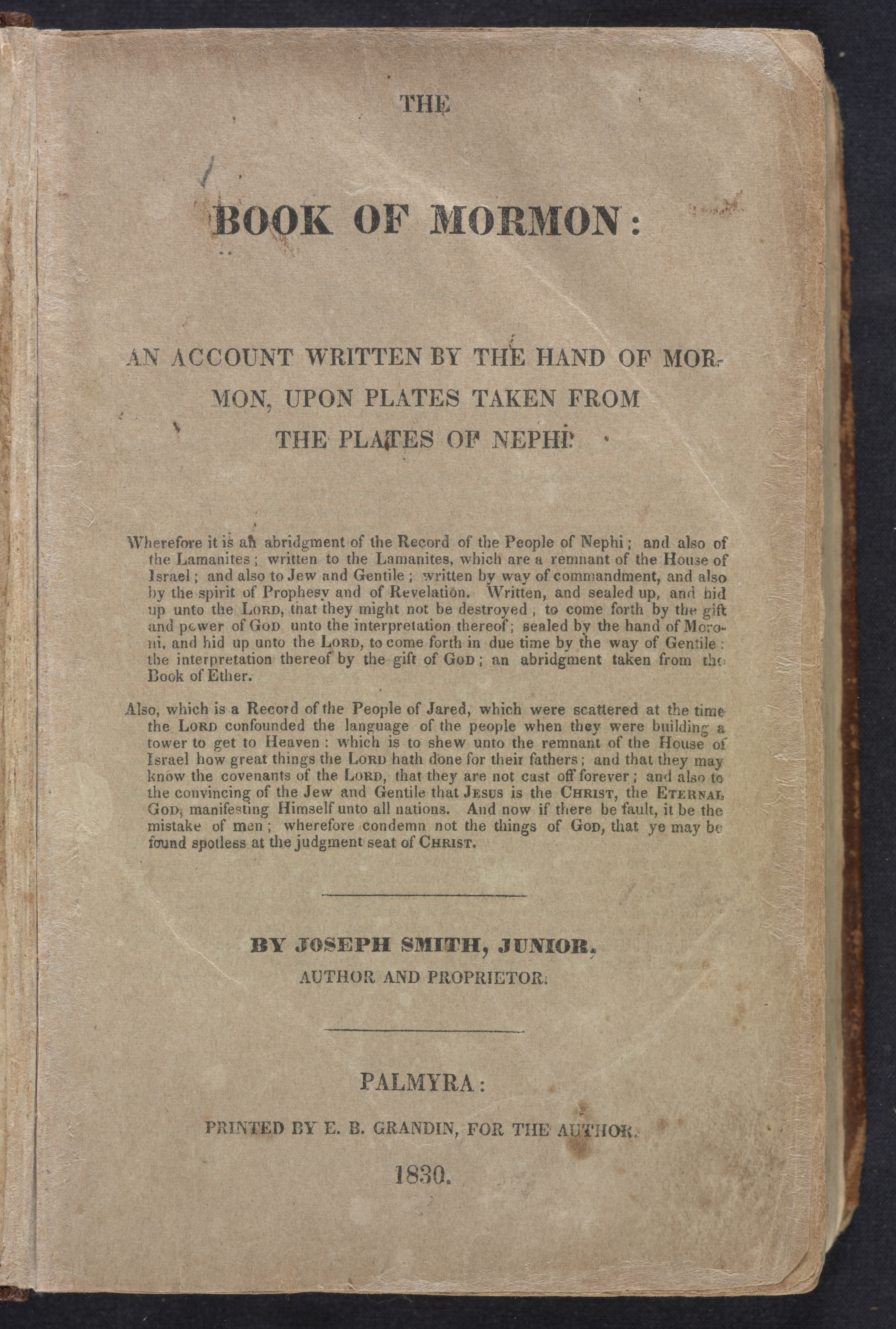
Couverture d'un premier exemplaire du Livre de Mormon.

Le Livre de Mormon commence avec l’histoire d’un Hébreu, Léhi (en), qui, à la demande de Dieu, quitte Jérusalem vers 600 av. J.-C. avec sa famille afin d’échapper à la destruction de la ville. Après avoir traversé le désert, le petit groupe arrive au bord de la mer sur la péninsule arabique. Là, les fils de Léhi construisent un bateau qui permet aux exilés de naviguer jusqu’en Amérique. À peine arrivés sur le continent américain, ils se séparent en deux groupes, l’un suivant Néphi (en) et l’autre Laman (en), tous deux fils de Léhi.

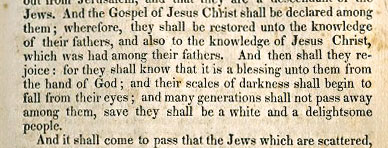
Extrait de 2 Nephi 30:5-6, version de 1830.

Les deux groupes forment rapidement deux nations, les Néphites et les Lamanites, qui entrent en lutte l'une contre l'autre, leur conflit continuant de manière presque permanente à travers tout l’ouvrage. Le Livre de Mormon décrit les Néphites comme une civilisation particulièrement avancée, généralement respectueuse des commandements de Dieu, tandis que les Lamanites sont présentés comme un peuple plutôt barbare, frappé d’une peau sombre à la suite d'une malédiction divine. 
Le point culminant du Livre de Mormon est l’apparition de Jésus-Christ en personne parmi la population, peu après sa résurrection. Celui-ci enseigne alors les préceptes de l’Évangile, à l’image du Nouveau Testament. Sa visite impressionne si fort les Néphites et les Lamanites qu’ils s’unissent et vivent en paix pendant une longue période, avant de se séparer à nouveau et de se faire à nouveau la guerre.
Après de nombreuses batailles, les Lamanites parviennent à éliminer la totalité des Néphites vers 400 apr. J.-C., à l’exception d’un homme, Moroni (en), fils de Mormon. Moroni cache alors les Plaques d'or dans la colline Cumorah, aujourd'hui située dans l'État de New York.
Le Livre de Mormon parle également d'un autre peuple, les Jarédites, qui serait arrivé beaucoup plus tôt, à l'époque de la tour de Babel et de la confusion des langues. Ce peuple aurait disparu peu avant la venue des Néphites qui auraient retrouvé des plaques métalliques contenant leur récit.

## Doctrine mormone

### Origine duLivre de Mormonselon Joseph Smith

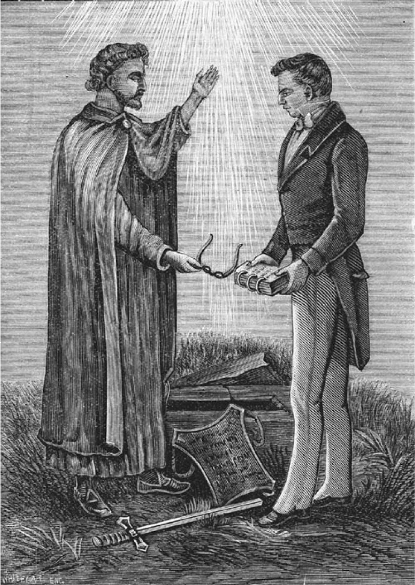
Joseph Smith reçoit les plaques.

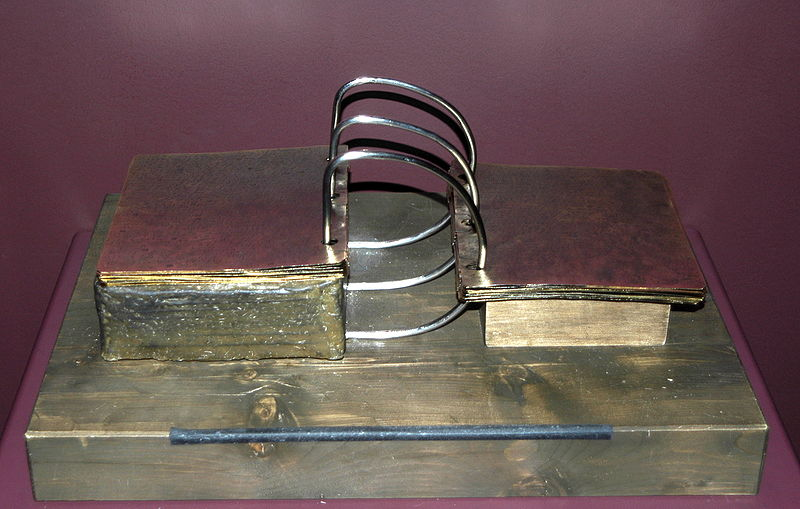
Reproduction des plaques d'or d'après la description de Joseph Smith, Musée d'histoire de l'Église.

Selon les croyances de l'Église, et le récit de Joseph Smith, l'ange Moroni lui serait apparu le 21 septembre 1823 afin de lui donner des instructions concernant d'antiques annales cachées dans le sol de la colline de Cumorah (près de Palmyra) et la traduction qui devait en être faite en anglais. 
Récit de Joseph Smith : « Je quittai le champ pour me rendre au lieu où le messager m'avait dit que les plaques se trouvaient ; et grâce à la netteté de la vision que j'avais eue à son sujet, je reconnus l'endroit dès que j'y arrivai.» Près du sommet de la colline, il trouva une grosse pierre, « épaisse et arrondie au milieu de la face supérieure et plus mince vers les bords ». C'était le couvercle d'un coffre de pierre. Alors apparurent, après y être restées cachées pendant des siècles, les plaques, l'ourim et le thoummim et le pectoral, comme Moroni l'avait expliqué.
Quatre ans plus tard, Moroni aurait remis ces plaques à Joseph Smith. Celui-ci se serait servi de l'ourim et du thoummim afin de les traduire sous l'inspiration divine. Puis, selon Joseph Smith : « Lorsque, selon ce qui avait été convenu, le messager les réclama, je les lui remis ; et c'est lui qui en a la garde jusqu'à ce jour, deux mai mil huit cent trente-huit. » (Joseph Smith, Histoire 1:60) 
En réponse à la question : « Comment et où avez-vous obtenu le Livre de Mormon ? » Joseph Smith répondit : « Moroni, qui avait déposé les plaques dans une colline de Manchester, dans le comté d’Ontario (New York), étant mort et ressuscité, m’apparut et me dit où elles se trouvaient et m’expliqua comment les obtenir. Je les ai obtenues et, avec elles, l’ourim et le thoummim, par l’intermédiaire desquels je les ai traduites ; voilà l'origine du Livre de Mormon. »
D'après Joseph Smith : « Ces annales étaient gravées sur des plaques qui avaient l’apparence de l’or, chacune d’elles mesurant 15 cm de large sur 21 cm de long, et n’étaient pas tout à fait aussi épaisses que le fer blanc commun. Elles étaient couvertes de caractères égyptiens gravés, et liées ensemble en un volume comme les pages d’un livre tenu par trois anneaux qui traversaient le tout. Ce volume avait environ quinze centimètres d’épaisseur et une partie en était scellée. Sur la partie qui n’était pas scellée, les caractères étaient petits et finement gravés. Le livre entier présentait de nombreuses marques d’ancienneté dans sa structure et la gravure en était habile. Avec les annales se trouvait un instrument curieux que les anciens appelaient « ourim et thoummim ». Cet instrument se composait de deux pierres transparentes montées sur un arc et fixées sur un pectoral. »

### Processus dit de traduction

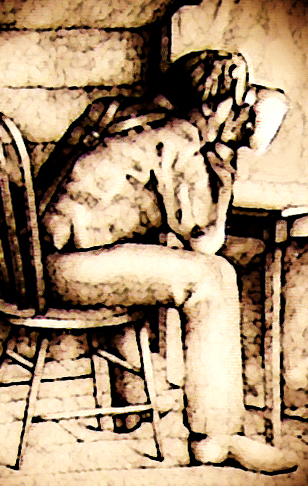
Représentation de Joseph Smith "traduisant" les plaques sans les regarder, la tête dans un chapeau contenant des pierres "magiques".

Oliver Cowdery a joué un rôle prépondérant dans la rédaction du Livre de Mormon. En se basant sur ce qui reste du manuscrit original et de comptes rendus, Cowdery a assisté Smith dans la rédaction de tous les livres du Livre de Mormon, sauf certaines portions du Premier livre de Néphi et du Livre de Mosiah,. Il décrit ainsi son expérience : « Ce furent là des jours inoubliables ! Être là à écouter le son d’une voix parlant sous l'inspiration du ciel éveillait en mon sein la gratitude la plus profonde ! Jour après jour, je continuais, sans interruption, à écrire l’histoire, ou annales, appelée « Livre de Mormon », telle qu’elle tombait de ses lèvres, tandis qu’il traduisait à l'aide de l'Ourim et du Thoummim. » Cowdery s'est ensuite chargé de copier un second manuscrit du Livre de Mormon pour servir à l'impression. Ce manuscrit, qui est totalement préservé aujourd'hui, fut rédigé à 85 % par Cowdery. 
Emma Smith, qui a servi de secrétaire à son mari au début de son travail, a raconté : « Aucun homme n'aurait pu dicter le texte du manuscrit sans être inspiré car, quand je lui servais de secrétaire, il me dictait pendant des heures et des heures, et quand il reprenait après les repas ou après des interruptions, il recommençait immédiatement là où il s’était arrêté, sans voir le manuscrit ni s'en faire lire une partie. »

### Témoins des plaques métalliques

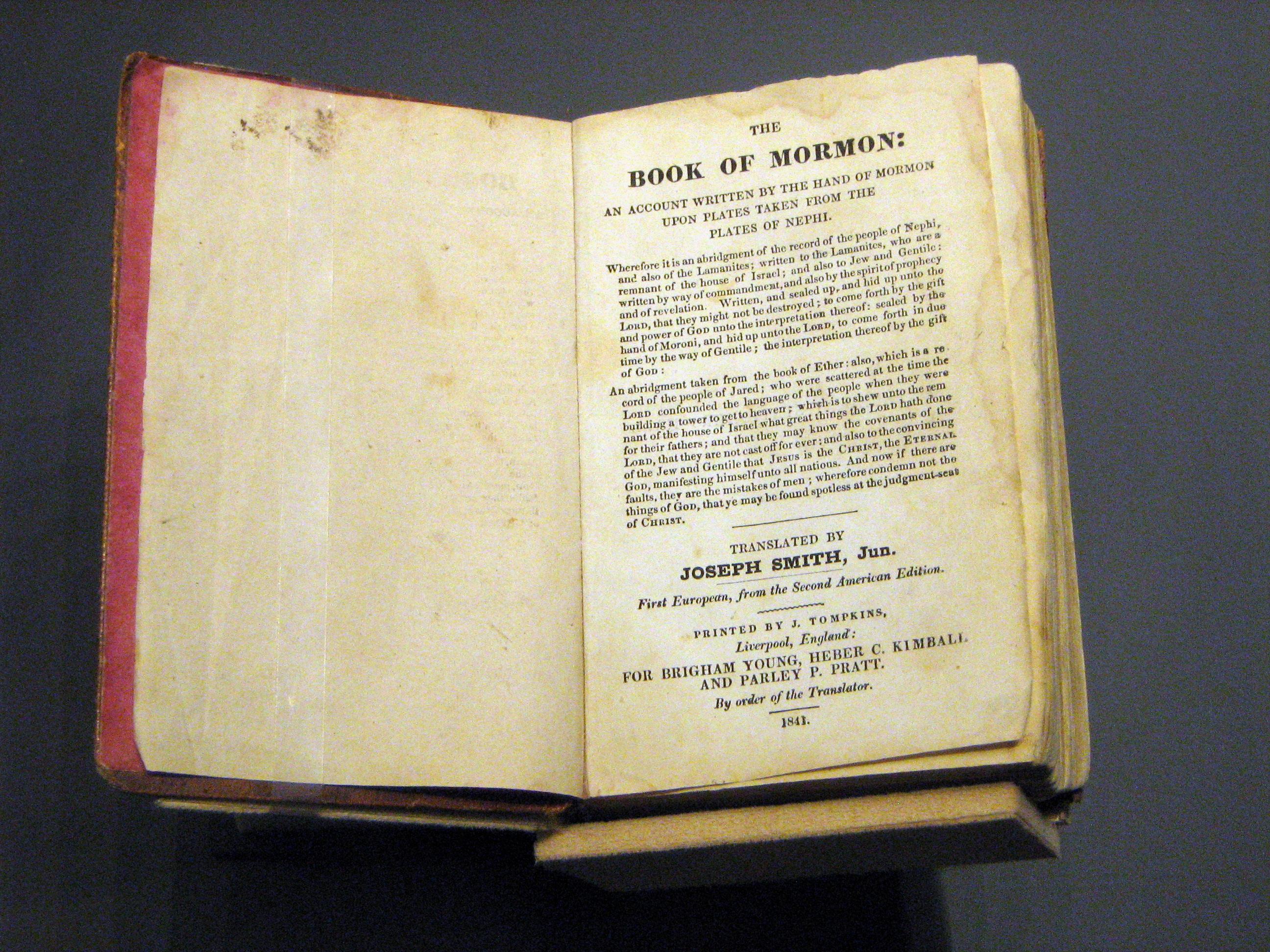
Un exemplaire du Livre de Mormon datant de 1841.

Les Trois Témoins, Oliver Cowdery, Martin Harris et David Whitmer, ont pu voir les plaques le 28 juin 1829 lors d'une expérience spirituelle dans le bois. Joseph Smith a rapporté : « Nous n'avions pas commencé à prier depuis quelques minutes que nous aperçûmes dans les airs une lumière au-dessus de nous, une lumière d’un éclat extrême et voici, un ange se tint devant nous. Il tenait dans ses mains les plaques que nous avions demandé en prière à voir. Il tourna les feuilles, une par une, de sorte que nous pûmes les voir et distinguer clairement les caractères qui y étaient gravés. » 
Sa mère, (en) Lucy Mack Smith, rapporte ce qui suit à propos du même jour : « Lorsque Joseph rentra, il se jeta à genoux près de moi. « Mon père ! Ma mère ! dit-il. Vous ne pouvez savoir à quel point je suis heureux. Le Seigneur a montré les plaques à trois autres que moi. Ils ont aussi vu un ange et devront témoigner de la véracité de ce que j'ai dit, car ils savent personnellement que je ne trompe pas les gens, et je suis soulagé d’un fardeau terrible qui était presque trop lourd pour moi. Ils devront maintenant en porter une part et cela réjouit mon âme de ne plus être entièrement seul au monde. »

### Importance duLivre de Mormondans le mormonisme
Le Livre de Mormon est d'une importance primordiale pour l'Église de Jésus-Christ des saints des derniers jours. Il est à la fois une particularité majeure du mormonisme et le fondement spirituel du mouvement. Pour les saints des derniers jours, il est un élément tangible de la mission prophétique de Joseph Smith. Celui-ci a écrit dans son journal : « J'ai dit aux frères que le Livre de Mormon était le plus correct de tous les livres de la terre et la clef de voûte de notre religion, et qu'un homme se rapprocherait davantage de Dieu en en suivant les préceptes que par n'importe quel autre livre ».

### Relation duLivre de Mormonavec la Bible
Le Livre de Mormon et la Bible sont avec la Perle de grand prix et Doctrine et Alliances les quatre ouvrages canoniques de l'Église de Jésus-Christ des saints des derniers jours. L'Église présente le Livre de Mormon comme un récit des prophètes du Nouveau Monde qui complète le récit des prophètes de l'Ancien Monde, la Bible. L'Église avertit par contre que la Bible doit être lue avec une certaine réserve, car elle croit que le texte aurait pu être altéré et corrompu durant les siècles de copies et de traductions. Joseph Smith a d'ailleurs réécrit la Bible selon ce qu'il croit être le texte original.

## Approche scientifique

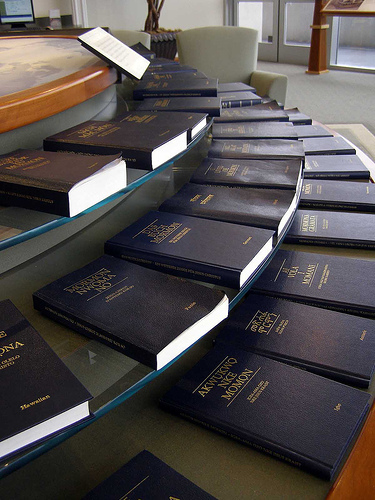
Traductions du Livre de Mormon.

Les universitaires mormons sont particulièrement actifs dans la recherche scientifique autour du Livre de Mormon et ont rédigé nombre d'articles tendant à soutenir l'authenticité scientifique et historique de l'ouvrage, et ce, dans de nombreuses disciplines. Cependant, en dehors de l'Église de Jésus-Christ des saints des derniers jours, le Livre de Mormon ne trouve pas ou peu de support dans la communauté scientifique. D'une part, le récit ne paraît pas en phase avec les connaissances archéologiques, génétiques et linguistiques actuelles,. D'autre part, les sceptiques croient tout à fait plausible que l'on puisse composer un tel ouvrage en 1829 avec les connaissances, les mentalités et les livres de l'époque. Malgré les nombreux travaux des chercheurs mormons pour apporter un crédit scientifique au Livre de Mormon, la position officielle de l'Église de Jésus-Christ des saints des derniers jours est que la meilleure preuve de l'authenticité de l'ouvrage est l'expérience spirituelle qu'il permet et que les découvertes scientifiques en sa faveur sont secondaires.

### Origine du Livre de Mormon
Le Livre de Mormon a été publié en 1830, à une époque où la littérature américaine s'intéressait à l'origine des Mound Builders, le grand réveil religieux chez les protestants et les idéaux de la révolution américaine. Pour les critiques, le Livre de Mormon est un ouvrage propre à cette époque. Ils rejettent donc les aspects surnaturels du récit de Joseph Smith et émettent une hypothèse quant à l'origine du Livre de Mormon :
1. Le Livre de Mormon aurait été écrit par un des compagnons plus cultivés de Joseph Smith, comme Sidney Rigdon , Oliver Cowdery et Martin Harris

#### Joseph Smith comme seul auteur

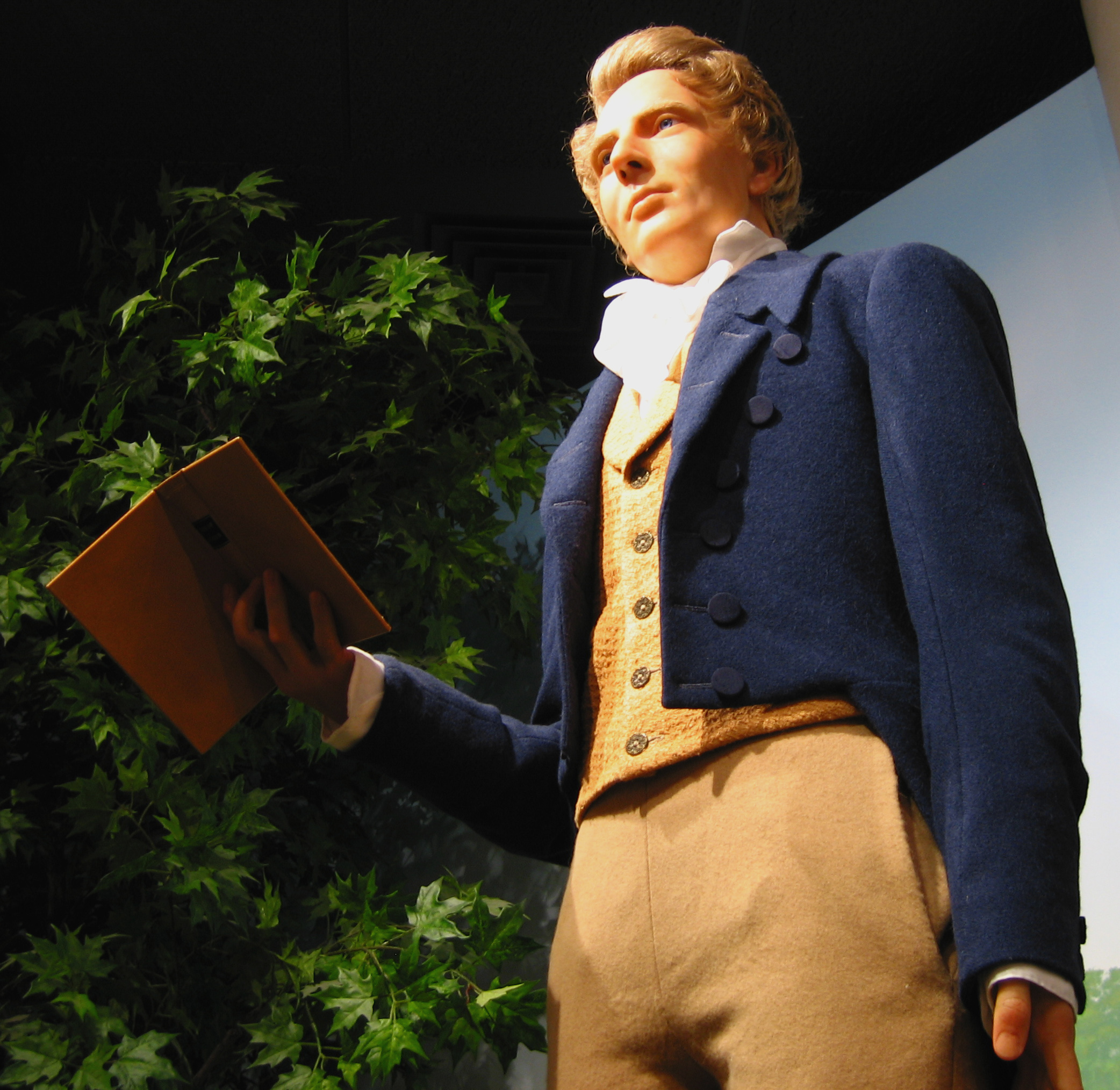
Figure de Joseph Smith tenant un exemplaire du Livre de Mormon.

Sur la page de garde de la première édition du Livre de Mormon (1830), Joseph Smith était présenté comme « l'auteur et le propriétaire » de l'ouvrage. De nombreux critiques considèrent cette inscription comme la preuve que Joseph Smith écrivit tout simplement le Livre de Mormon lui-même et affirma seulement par la suite l'avoir traduit. Les apologistes mormons affirment que cette formulation était nécessaire en raison des lois de l'époque sur le copyright. Dans la seconde édition du Livre de Mormon (1837), la page de garde fut modifiée afin de mentionner « traduit par Joseph Smith Jr. »
Les partisans de cette théorie relèvent des similitudes entre la vie de Joseph Smith et les événements du Livre de Mormon. Ainsi, Dan Vogel mentionne plusieurs parallèles, comme :
- la rivalité entre Néphi et ses frères aînés qui représenterait la rivalité entre Joseph Smith et ses frères, bien que l’auteur reconnaisse n’en avoir pas trouvé mention dans les récits de Joseph Smith ou de sa mère[24].
- l’enlèvement des filles lamanites par les méchants prêtres de Noé (Mosiah 20:1-5) qui reflèterait l’épisode de la vie de Joseph Smith où il enlève sa future femme Emma Hale.

Par ailleurs, le rêve de Léhi de l'Arbre de Vie (1 Néphi 8 et 11) ressemble fortement à un songe qu'eut le père de Joseph Smith en 1811 selon le récit de son épouse Lucy Smith. Les critiques relèvent 26 points communs entre les deux rêves.
Selon le docteur William D. Morain, le Livre de Mormon reflète également les traumatismes subis par Joseph Smith dans sa jeunesse, comme :
- l'opération qu'il subit à l'âge de 7 ans où le chirurgien lui retira un morceau d'os de la jambe sans anesthésie. Celle-ci se traduirait par des métaphores violentes dans le Livre de Mormon et de nombreuses références aux épées, comme celle de Laban, représentant le couteau du chirurgien.
- la mort de son frère aîné Alvin (1823) qui serait sous-jacente à la conception du salut dans le Livre de Mormon et dans le mormonisme plus tard.

De son côté, l'historien D. Michael Quinn identifie dans le Livre de Mormon de nombreux éléments issus de croyances occultes qui auraient été familières à Joseph Smith, comme les références « magiques » de certains noms, l’Égypte comme « centre et transmettrice de toute magie », les nombreuses allusions aux « mystères », aux « œuvres des ténèbres » et aux « combinaisons secrètes ».

#### Le Manuscrit de Spaulding
En 1834, dans un livre dénonçant le mormonisme, Eber Dudley Howe (en) affirma que Joseph Smith avait plagié un roman non publié de Solomon Spaulding (en) (1761-1816) afin d'écrire le Livre de Mormon. Howe avait le manuscrit en sa possession et prétendit y avoir trouvé de nombreux parallèles. En outre, plusieurs déclarations de témoins, rassemblées par Doctor Philastus Hurlbut (en) attestaient la véracité de ces nombreux points communs. Le manuscrit disparut après la publication du livre et les critiques ne purent l'examiner afin de vérifier les prétentions de Howe.

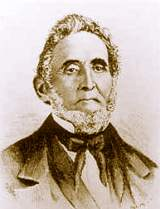
Sidney Rigdon, 1844.

En 1884, une copie du manuscrit fut retrouvée mais celle-ci ne présentait aucun aspect religieux et le Livre de Mormon ne contenait visiblement aucun passage recopié depuis le manuscrit. Le manuscrit fut examiné par le docteur James Fairchild (en), président de Oberlin College, qui affirma qu'aucune autre copie n'avait existé et qu'il était fort improbable qu'il ait pu être entre les mains de Sidney Rigdon et de Joseph Smith (Richard Bushman (en), Joseph smith Rough Stone rolling, p. 91).
L'histoire imaginée par Spaulding a pour thème un groupe de Romains naviguant jusqu'au Nouveau Monde au IVe siècle apr. J.-C., le développement de leur civilisation et leurs guerres. Quelques similarités existent entre les deux ouvrages. Si la trame des deux récits présente des ressemblances, les points communs sont généralement considérés comme en nombre insuffisant pour soutenir un véritable lien entre le manuscrit de Spaulding et le Livre de Mormon, tant par les exégètes mormons que par plusieurs historiens, dont Fawn Brodie, qui est elle aussi de confession mormone. La plupart des prétendues similitudes présentées dans les témoignages récoltés par Doctor Philastus Hurlbut se révélèrent fausses. Fawn Brodie émit de sérieux doutes quant à la réalité de ces témoignages, en raison de leur uniformité et de leur style similaire.

#### Vue des Hébreux
Ethan Smith (en) (1762-1849) était un pasteur protestant vivant en Nouvelle-Angleterre. Celui-ci n’avait aucun lien familial avec Joseph Smith. Il était un spécialiste du texte biblique et était capable d'en citer de nombreux passages par cœur. Il écrivit plusieurs livres à thématique religieuse. Le plus connu d'entre eux fut Vue des Hébreux (View of the Hebrews). La première édition de son ouvrage fut publiée en 1823 et une édition complétée suivit en 1825 (cinq ans avant le Livre de Mormon).
L’auteur avance la thèse d'une origine hébraïque des Indiens d’Amérique en affirmant qu'ils sont les descendants des dix tribus perdues qui auraient disparu après avoir été faites captives par les Assyriens au VIIIe siècle av. J.-C. Il cite des éléments similaires entre les deux civilisations et se sert abondamment de passages bibliques afin de soutenir sa théorie. Le Livre de Mormon étant basé sur une théorie semblable, plusieurs historiens et critiques ont soutenu l’idée que Joseph Smith s’était servi du livre d’Ethan Smith pour écrire le Livre de Mormon.
Ainsi David Persuitte relève de nombreux parallèles entre les deux ouvrages mais aucune copie directe. Les parallèles couvrent des concepts variés comme les idées religieuses et la division entre une faction civilisée et une faction barbare, s’étant affrontées au cours de guerres ayant conduit à la destruction du groupe civilisé.  Selon Persuitte, ces éléments sont suffisamment nombreux pour considérer que Joseph Smith s’est inspiré des idées présentes dans Vue des Hébreux pour rédiger le Livre de Mormon. Fawn Brodie, qui écrivit la première biographie non-hagiographique de Joseph Smith, considérait également que la théorie de l’origine hébraïque des Indiens d’Amérique provenait principalement de Vue des Hébreux : « il ne sera peut-être jamais prouvé que Joseph Smith a eu accès à Vue des Hébreux avant d’écrire le Livre de Mormon, mais les parallèles frappant entre les deux livres plaident difficilement pour une simple coïncidence. »
Pour les exégètes mormons, l’idée que les Indiens d’Amérique pussent être les descendants des Hébreux n’était pas une théorie originale d’Ethan Smith mais était partagée par d’autres contemporains. De plus, les deux ouvrages présentent des différences importantes, comme le fait qu’Ethan Smith aborde les lois et traditions mosaïques alors que le Livre de Mormon n’évoque que des ordonnances chrétiennes.

#### Un proche de Joseph Smith comme auteur ou coauteur

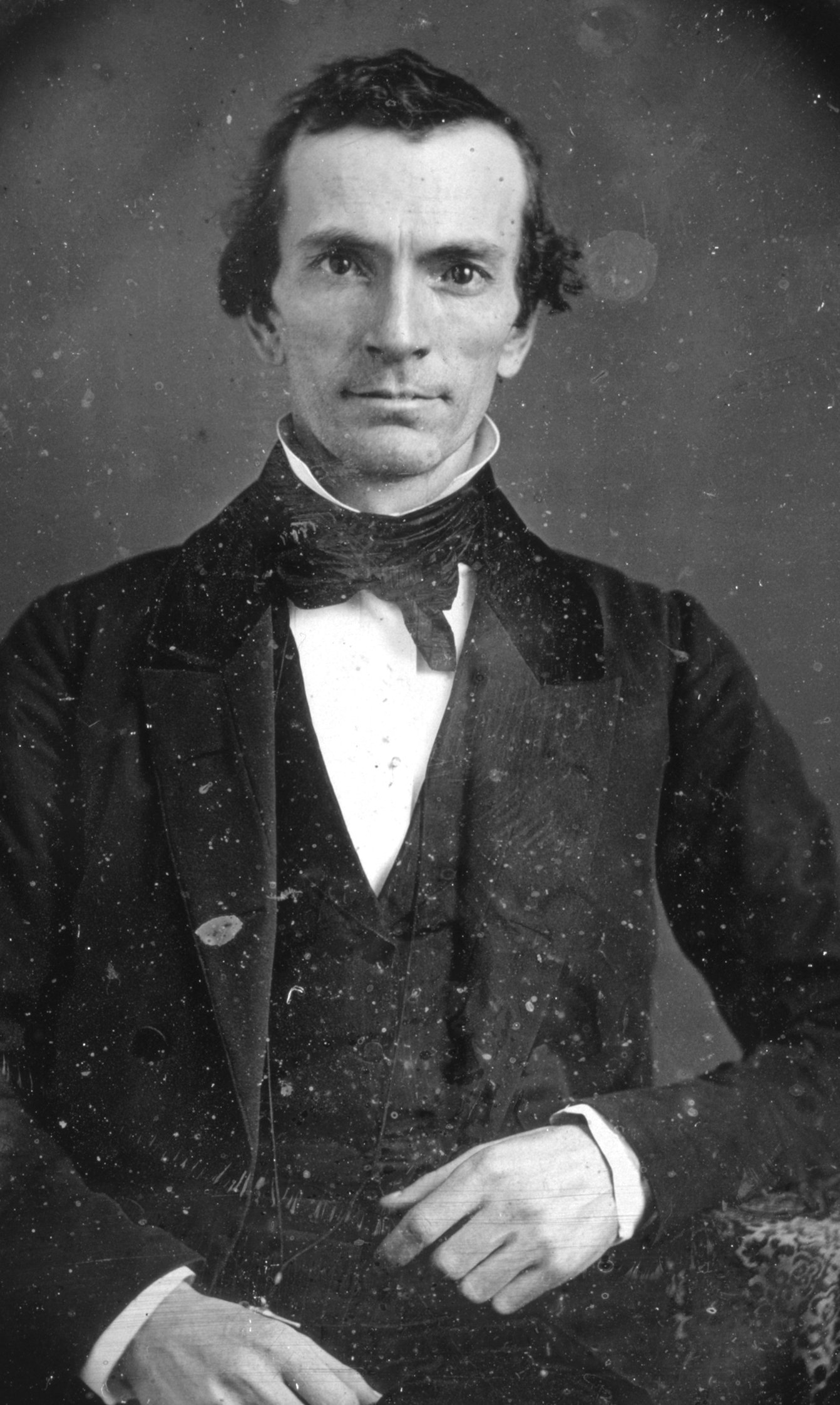
Oliver Cowdery.

Selon cette théorie, un proche de Joseph Smith, plus instruit que le jeune prophète, aurait écrit le Livre de Mormon au bénéfice de Joseph Smith ou l'aurait assisté dans la rédaction de l'ouvrage. Deux noms sont généralement cités : Oliver Cowdery et Sidney Rigdon. Il n'existe cependant aucune preuve attestant leur paternité sur le Livre de Mormon.
Oliver Cowdery servit de secrétaire à Joseph Smith lors de la rédaction du Livre de Mormon et aurait eu l'occasion de collaborer à son écriture. Il fut un des Trois Témoins du livre. Bien qu'en conflit avec Joseph Smith par la suite, il ne renia pas son témoignage et affirma ne pas être l'auteur de l'ouvrage.
Quant à Sidney Rigdon, il n'y a aucune preuve formelle qu'il ait pu rencontrer Joseph Smith avant la publication du Livre de Mormon (leur premier contact aurait eu lieu en décembre 1830, soit neuf mois après la sortie du livre). Cependant, un de ses amis, Adamson Bentley (fondateur de Bentleyville), affirma que Sidney Rigdon lui avait parlé d'un livre qui serait la traduction d'un récit présent sur des plaques d'or, et ce deux ans avant la publication du Livre de Mormon. Sidney Rigdon nia toutefois être l'auteur de l'ouvrage dans une lettre le 27 mai 1839. Il affirma cependant par la suite connaître le contenu de la partie scellée du Livre de Mormon.

### Historicité

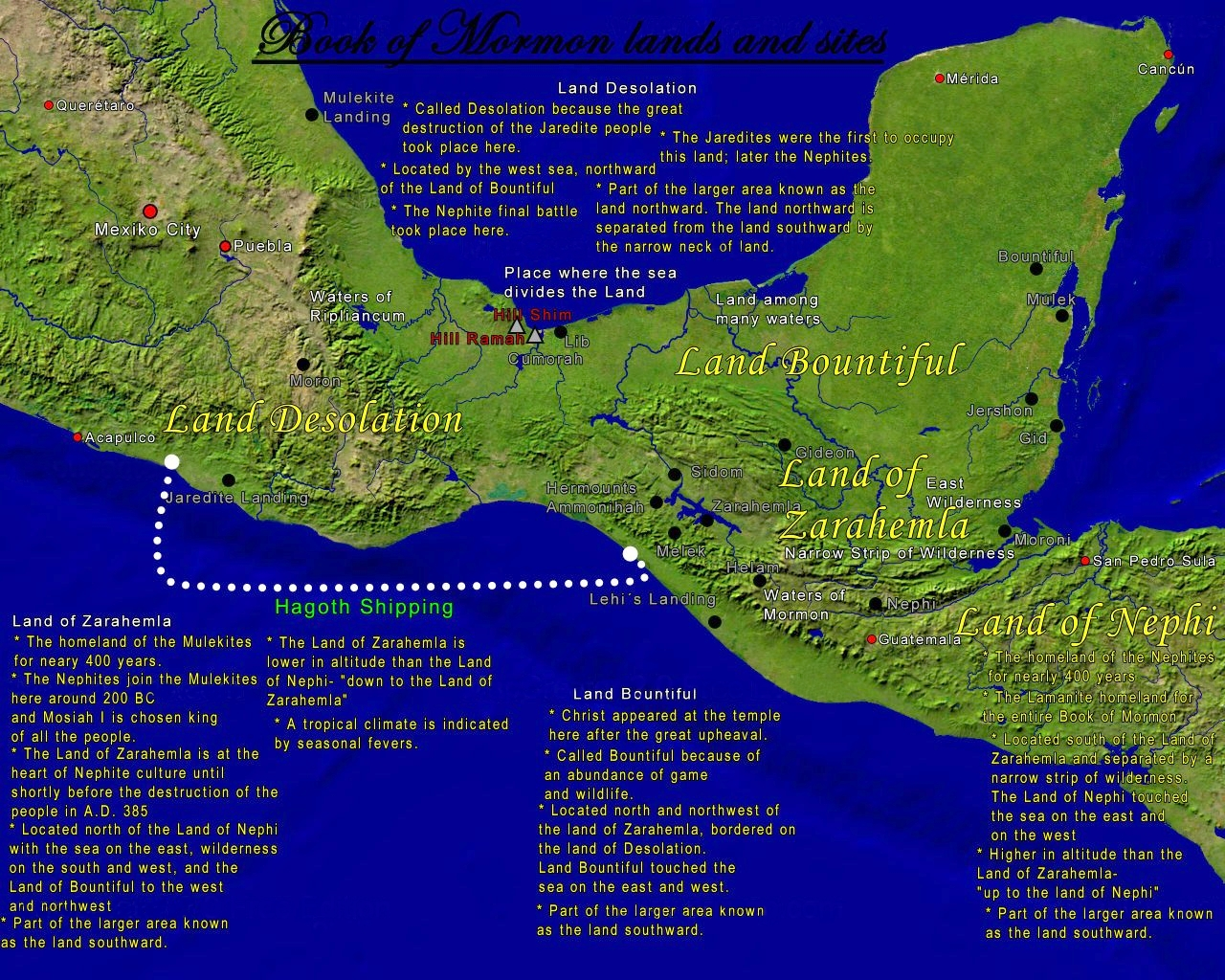
Un modèle de l'Amérique centrale.

L’Église de Jésus-Christ des saints des derniers jours considère que le Livre de Mormon est non seulement un texte religieux mais aussi un récit historique. Cette croyance entre en conflit avec les connaissances scientifiques admises au sujet du peuplement de l'Amérique précolombienne. Il s'agit d'un domaine où les universitaires mormons sont cependant très actifs, rédigeant de nombreux articles tentant de démonter les arguments des critiques.
D'autres intellectuels mormons, et plusieurs mouvements issus du mormonisme, considèrent le Livre de Mormon comme un livre spirituel sans réalité historique.

#### Archéologie duLivre de Mormon
Le Livre de Mormon affirme qu’il y a eu des peuplades pré-colombiennes blanches extrêmement civilisées, qui connaissaient certaines langues du Vieux Monde, ainsi que certains de ses systèmes d’écriture. Ils fabriquaient des outils en fer, en cuivre et en acier (Ether 7:9, 10:23). Ils élevaient des chevaux et avaient des chariots (Alma 18:9-12). Aucune civilisation de ce type n’a été découverte jusqu’à présent et la plupart de ces signes de civilisation sont considérés comme des anachronismes par les archéologues. Ainsi, selon l'archéologue Michael D. Coe, mayaniste et spécialiste de la Mésoamérique : 
« il n'y a aucun archéologue professionnel — non-mormon — qui voit la moindre justification scientifique à la croyance dans l’historicité du Livre de Mormon […] Il n’y a rien, absolument rien, qui soit apparu dans la moindre fouille archéologique du Nouveau Monde qui pourrait suggérer à l’observateur impartial que le Livre de Mormon, tel que prétendu par Joseph Smith, est un document historique lié à l’histoire des anciens émigrants vers notre hémisphère ». 
Certains archéologues mormons partagent la même opinion — ainsi, pour Thomas W. Murphy : 
« d’un point de vue scientifique, le Livre de Mormon est originaire du début du XIXe siècle, pas de l’Amérique ancienne. Il n’y avait pas de Lamanites avant 1828 […] Le Livre de Mormon a surgi des propres luttes de Joseph Smith avec son Dieu. Les Mormons devraient regarder à l’intérieur d’eux-mêmes pour une validation spirituelle et cesser leurs efforts visant à remodeler les Amérindiens à leur image ».

#### Linguistique duLivre de Mormon
Le récit du Livre de Mormon aurait été traduit depuis des textes antiques écrits en égyptien réformé par des auteurs pétris de culture hébraïque : 
« Et maintenant, voici, nous avons écrit ces annales selon notre connaissance, dans les caractères qui sont appelés parmi nous l'égyptien réformé, transmis et altérés par nous, selon notre manière de parler. Et si nos plaques avaient été suffisamment grandes, nous aurions écrit en hébreu ; mais l'hébreu a été altéré aussi par nous ; et si nous avions pu écrire en hébreu, voici, vous n'auriez eu aucune imperfection dans nos annales. » (Mormon 9:32,33)

#### Génétique et origine des Amérindiens
Le Livre de Mormon est aussi difficile à réconcilier avec la compréhension moderne de l'origine des peuples amérindiens. L'Église SDJ et les experts mormons soutiennent que le Livre de Mormon n'exclut pas l'existence d'autres peuples vivant en Amérique comme le suggère le premier peuplement de l'Amérique : les connaissances actuelles montrent que les Amérindiens descendent de chasseurs-cueilleurs ayant migré en Amérique en passant par la Béringie il y a plus de 10 000 ans. Bien que la culture mormone ait autrefois entretenu l'idée que les Lamanites sont les ancêtres de tous les Amérindiens, l'Église SDJ précise maintenant que les Lamanites « comptent parmi les ancêtres des Indiens américains ». Les experts mormons défendent généralement l'idée que le récit ne concerne qu'une petite région d'Amérique et que les Néphites et Lamanites étaient déjà entourés d'autres peuples amérindiens (jamais mentionnés dans le livre) lorsqu'ils sont arrivés.
L'existence d'une descendance lamanite chez les Amérindiens continue pourtant à faire controverse lorsqu'on compare les données génétiques des Amérindiens avec les peuples du Moyen-Orient. En effet, le Livre de Mormon révèle que les Néphites, Lamanites et Mulékites sont originaires de la population de Jérusalem en 600 av. J.-C. et qu'ils se multiplièrent abondamment en Amérique (2 Néphi 5:13, Jarom 1:8). Les généticiens n'ont toutefois trouvé aucun Amérindien possédant un marqueur d'ADN qui établirait un contact précolombien avec les populations du Moyen-Orient. L'accumulation de données sur le patrimoine génétique des Amérindiens (en) a convaincu certains scientifiques mormons que les peuples du Livre de Mormon ne peuvent pas avoir existé. 
D'autres scientifiques mormons soutiennent par contre qu'il est possible que l'héritage génétique provenant du Moyen-Orient était suffisamment restreint et suffisamment ancien pour avoir aujourd'hui disparu.

## Controverses théologiques

### Relation avec la Bible

#### Prophéties bibliques
Les critiques religieux du Livre de Mormon, présenté comme une révélation importante de Dieu, affirme qu'il devrait alors être mentionné dans la Bible, ce qui n'est pas le cas. Certains passages bibliques sont cependant considérés par les mormons, comme se référant au Livre de Mormon, tels : la voix qui devait sortir de terre (Ésaïe 29:4), le bois de Joseph qui devait faire un seul bois avec celui de Juda (Ézéchiel 37:15-20), les autres brebis dont parlait Jésus (Jean 10:16) identifiées comme étant les Néphites, et l'autre ange que Jean vit voler par le milieu du ciel annonçant un Évangile éternel (Apocalypse 14:6) identifié comme étant Moroni.

### Changements
Les critiques du mormonisme dénoncent les 3915 changements apportés à l'édition originale du Livre de Mormon. Puisque le livre a été traduit par la révélation divine, celui-ci ne devrait plus être modifié. Les exégètes mormons affirment que les changements ont été apportés par Joseph Smith lui-même lors de la seconde édition et que ces changements sont des corrections grammaticales et des corrections de fautes d'impression n'ayant aucune influence sur le sens du texte ou de la doctrine.

#### Sources primaires
- The Book of Mormon, édition anglaise de 1840 (numérisée) [lire en ligne]
- Le Livre de Mormon, édition française de 1852 (numérisée)
- Le Livre de Mormon, édition française de 1998
- Joseph Smith, Histoire (tirée de History of the Church, volume 1, chapitres 1 à 5)
- (en) Lucy Smith, Biographical Sketches of Joseph Smith the Prophet and His Progenitors for many Generations, Kessinger Publishing, 2006, 380 pages  (ISBN 1425483836) [lire en ligne]
- (en) Ethan Smith, View of the Hebrews, Hayriver Press, 2002, 228 pages  (ISBN 1930679610) [lire en ligne]